# 栏杆滩站
栏杆滩站是一个成渝线上的铁路车站，位于重庆市永川区栏杆滩村，建于1960年，目前为四等站，目前仅办理货运业务：办理整车货物发到。